# 14才の母
『14才の母』（じゅうよんさいのはは）は、井上由美子脚本・日本テレビ制作による2006年の日本の連続ドラマ。
10月11日から12月20日まで毎週水曜日22:00 - 22:54に、日本テレビ系の「水曜ドラマ」枠で放送されたテレビドラマ。主演は志田未来。
キャッチコピーは「愛するために生まれてきた」（前後に波ダッシュが入る場合や、「愛するために」の後にスペースが入る場合もある）。

## 概要
未成年の妊娠と出産をテーマにした社会派ドラマ。ハイビジョン制作。
視聴率好調に伴い、全10話（12月13日終了）の予定が1話追加され全11話となった。
「ギャラクシー賞 2006年12月度月間賞」、「第44回ギャラクシー賞」（民放ドラマで唯一の入賞）、「平成19年日本民間放送連盟賞（最優秀）」受賞作品である。主演の志田未来も第16回TV LIFE年間ドラマ大賞新人賞、主演女優賞を受賞した。

## ストーリー
私立中学校2年生の一ノ瀬未希は、14歳にして、恋人との子供が出来てしまう。しかし、運命の相手と思えた私立中学校3年生・桐野智志は頼りにならず、家族との確執が芽生え、未希は絶望の淵に落とされる。それでも産む決心をするが、信じられないほどの困難が待ち受けていた。

## 登場人物

### 一ノ瀬家
一ノ瀬 未希(いちのせ みき)〈14〉
演 - 志田未来
本作の主人公。1992年5月10日生まれ、14歳。
名門・聖鈴女学院中学校に通っている、普通の家庭に生まれ育った中学2年生。思った事を意のまま行動する明るい性格なので友達も多い。学校では放送部に所属して校内放送のMCもしており、将来の夢はラジオのDJになること。しかし、成績はあまり良くなく、学校の教師の受けも悪い。
同じ塾に通う桐野智志と周囲に内緒で付き合っており、第1話で彼と関係を持ったことで思いもかけず妊娠し、第2話で的場クリニックで検査して事実と判明した。周りの意見から一度は中絶に同意するが、両親から自分が生まれたときの話を聞くと、中絶を拒否して周囲の反対を押し切り「お腹の子に会いたい。」と子供を出産する決心をする（学校で恵たちクラスメートの前で学校を辞めてでも出産すると宣言する）。出産するという決意を通す一方、智志に迷惑をかけないように別れを自分から言いだし一度は別離をするが智志から説得され一人娘のそらのためにも智志とともに生きていくことを決意する、学校のみんなに迷惑をかけたくないからと退学しようとしたり、妊娠報道で家族が苦しむと家を出ようとする（マコトに店の手伝いをするからおいてほしいと頼んでいる）など家族をはじめ周りの人たちのことを大切に思っている。智志と同じく最終話で精神的にも成長した彼女の姿がほんの一瞬だが見ることが出来る。陣痛で苦しい中、子供を産んだ後の夢として「お医者さんになりたい」と打ち明ける。
一ノ瀬 加奈子(いちのせ かなこ)〈43〉
演 - 田中美佐子
未希の母。未希の幸せを願い、未希のために名門私立中学である聖鈴女学院に通わせている（妊娠発覚後、中絶はするから退学は勘弁してほしいと学校で頭を下げている）。学費の重い負担に耐えるためファミリーレストランでパートをしていて、チーフを務めている。当初は出産に反対していたが、未希の強い決意（学校での出産宣言）を前に娘を守り支えていくことを決意する。その後、未希が家を出て行くと言ったときに周りが冷たくなろうと家族4人でこの家で踏ん張るしかないと未希を諭したり、静香に誓約書を突きつけられたときに14歳でも将来を決めることはできると言い切るなど肝の据わったところを見せる。
一ノ瀬 忠彦(いちのせ ただひこ)〈45〉
演 - 生瀬勝久
未希の父。大手住宅販売会社に勤めており、次長に昇進したばかり。会社での取引や評判を気にしているが、家族のことも大切に思っている。家族の中では最後まで出産に反対していたが、娘や妻の強い覚悟（未希の家出宣言と加奈子の諭し）を目の当たりにし妻とともに娘を守り支えると腹を決める。未希の妊娠発覚後に加奈子を引き連れて桐野家に乗り込みに行ったり（ただし忠彦は玄関前で怖気つき、加奈子が静香に話を切り出した）、未希が中絶すると智志に伝えに行ったり、誓約書を返してもらいに桐野家に向かったり、桐野親子の居場所を調べに週刊トップ編集部に乗り込んだりするなど行動的な一面を見せる。
一ノ瀬 健太(いちのせ けんた)〈11〉
演 - 小清水一揮
未希の弟で小学生。ませているが、家族思いのところもある。未希の妊娠報道をきっかけにクラスでいじめに遭う。未希の担任である香子に子供を産んではいけないのかと尋ねたり、未希に産めと言うなど、未希の出産には理解がある。
一ノ瀬 そら(いちのせ そら)
未希と智志の娘、加奈子と忠彦と静香の孫娘、健太の姪、マコトの大姪。常位胎盤早期剥離のため帝王切開で誕生、1648gの未熟児だった。名前の由来は未希と智志が一緒にいる時にいつも空がとてもきれいだとお互いに思っていたことから。

### ギターショップ「HINA」
三井 マコト(みつい マコト)〈33〉
演 - 河本準一（次長課長）
加奈子の弟で、未希の叔父。バンドにはまって高校を中退している。現在はギターショップを経営している。23歳でひな子と結婚したが、その際母（未希の祖母）に反対されたらしい。夫婦で未希のことをかわいがっている。未希の妊娠を知った後も、彼女の良き理解者である。中卒で働くことに関して、自身の体験をもとに未希にアドバイスもしている。
三井 ひな子(みつい ひなこ)〈28〉
演 - 金子さやか
マコトの妻で、未希の叔母。加奈子と忠彦の義妹。18歳でマコトと結婚した。子供がなかなか出来ないが、今の生活に満足している。マコトとともに、未希を温かく見守っている。

### 桐野家
桐野 智志(きりの さとし)〈15〉
演 - 三浦春馬
未希の彼氏であり、そらの父親。有名進学校に通う中学3年生。未希と同じ塾に通っており、学年は1つ上だが未希には「キリちゃん」と呼ばれている。母の静香に反抗したい気持ちを2話で明かした。未希に妊娠を打ち明けられた当初は出産には賛成せず、母親に言われるまま海外に留学（ほとぼりが冷めるまで逃走）しようとするが、良心の呵責からできなかった。妊娠報道で学校でいじめにあうが、通い続ける。その後、未希から別れを告げられ、「自分は子供を育てるから、キリちゃんは勉強してなりたいものになって」という言葉を胸に努力する決意をするが、最終的に自分の守るべきものを理解し未希と未熟児で生まれてきた一人娘である「そら」を守るため中卒で運送業に就職し、働き出す。最終話のエンディングでもその一部が見られ精神的にも大きく成長した。
桐野 静香(きりの しずか)〈48〉
演 - 室井滋
智志の母。実業家として毎日数百万の金を動かし、ベンツやポルシェなども所有している。愛人と別れた後、智志を出産して女手一つで育てている。教育理念や経営理念には歪んだ部分もある。当初は息子である智志が未希を妊娠させたとは信じていなかったが、事実と知ると智志を海外に留学させることで避難させようとした。その後、未希が出産すると知ると未希に（2,000万円の慰謝料の代わりに智志に対する認知請求権を放棄する）誓約書を送りつける（未希ら一ノ瀬家は同意しサインはしたが慰謝料は断った）が、これらの行動はすべて智志を守るためのものであった。その後、波多野による妊娠報道をきっかけに会社の業績が悪化。以降は智志と共に自宅を離れ、自暴自棄に陥って荒んだ生活を送り、最終的には自殺未遂まで起こしてしまうが、加奈子の発見により一命を取りとめる。回復後は一ノ瀬家に訪れ、未希と智志の「将来的には結婚して子供を育てていきたい」という懇願に対して最初は自身の育児経験を元に反対するが、2人の強い意志を汲み取り「3人で幸せな人生を送れる様になるまで祝福はしない、それまで子供（そら）とも会わない」と彼女なりのエールとも言える言葉を残し、交際を認める。最終話のエンディングではゼロからやり直す事を決意、保険会社のセールスレディとして勤務する様子が見られた。

### 的場クリニック
的場 春子(まとば はるこ)〈52〉
演 - 高畑淳子
「的場クリニック」院長。産婦人科医。未希は的場クリニックで産まれ、未熟児で逆子の難産だったため、春子もよく覚えていた。未希の出産の決意を知ると、一度は他の病院を探すが、自分のところで引き受け全力でサポートすることを決める。通院する妊婦に子育ての指導、アドバイスを行う「母親学級」を開いている。
桃田 ヒロミ(ももた ヒロミ)〈27〉
演 - 西野妙子
「的場クリニック」の助産師。若くして子供を産んだが、結局育てられずに手放した。そのため未希には、何があっても子供を手放さないように言っている。

### 聖鈴女学院

#### 教職員
遠藤 香子(えんどう かおるこ)〈25〉
演 - 山口紗弥加
未希の担任。理科担当。休み時間に隠れて煙草を吸っている。校内での生徒の成績や行動には責任を感じているが、ある事件をきっかけに生徒には深入りせず、校外での行動は各自の責任という方針を持っていた。未希の妊娠にも当初は深くかかわらず穏便に済まそうとしたが、健太と最初に交わした言葉、未希の出産と退学の決意、未希の学校での最後のDJ、公園での未希の言葉を聞くうちに心情に変化が出てくる。そして、未希の退学の回避に尽力し、彼女をサポートするようになる。
原口 和明(はらぐち かずあき)〈28〉
演 - 井坂俊哉
聖鈴女学院の体育教師。周りに内緒で遠藤と付き合っている。
中谷 栄三(なかたに えいぞう)〈58〉
演 - 小野寺昭
聖鈴女学院の校長。
猪原 光江(いのはら みつえ)〈50〉
演 - 長谷川稀世
聖鈴女学院の教頭。

#### 生徒
柳沢 真由那(やなぎさわ まゆな)〈15〉
演 - 谷村美月
未希のクラスメイト。ある事情（作中では明言されていない）で1年留年しており、そのことと関係して担任の遠藤を恨んでいる。周りとは距離をとっており、冷たい性格。しかし、未希の出産を援護や理解するような描写が見られる。
久保田 恵(くぼた めぐみ)〈14〉
演 - 北乃きい
未希のクラスメイトで親友。放送部に一緒に所属している。未希に妊娠を打ち明けられた際は出産しないよう求めたものの聞き入れてもらえなかったことから嫌悪感を抱き、担任の遠藤に報告してさらにクラスで言いふらして未希を裏切った。しばらくは嫌悪感を抱き続けたものの真由那のはからい（未希に教科書を返すように恵に頼む）で未希と仲直りし、出産に対し理解を示すようになる。
長崎 さやか(ながさき さやか)〈14〉
演 - 小池里奈
未希のクラスメイト。放送部に所属している。
上田 はる
演 - 波瑠

### 週刊トップ
波多野 卓(はたの すぐる)〈38〉
演 - 北村一輝
週刊誌「週刊トップ」の編集長。加奈子が勤めるファミレスの常連客で、お替り自由のコーヒーばかり飲んでいる。未希に出会う前に「中学生の闇」や「14才病」を特集しようと考えていた。元戦場ジャーナリストで現代の日本の子供の現状に大きな不満を持っている。桐野静香の取材をドタキャンされ、そこから未希と智志のこと、未希の妊娠を知り、特集記事にした。自分の正体を告げた後、加奈子から未希が出産すると知らされると、その後も智志や加奈子の前に現れるなど取材を続けている。ただし、未希への直接取材を控えたり、未希が倒れた場面に遭遇した際にはタクシーで的場クリニックに送ったりするなど、一定の配慮を見せる側面もある。
稲葉 真也(いなば しんや)〈21〉
演 - 宮下雄也
週刊誌「週刊トップ」の記者。

### その他
奥村 美子(おくむら みこ)
演 - 出口結美子
加奈子のパート先の同僚。
松本 リカ(まつもと リカ)
演 - 大沢逸美
加奈子のパート先の同僚。
山崎 光陽(やまざき ひなた)〈29〉
演 - 海東健
桐野静香の秘書。
池山あゆみ〈34〉
演 - 戸田菜穂（第8話）
未希と相部屋の妊婦。
土田 太郎(つちだ たろう)
演 - 反町隆史（特別出演、第10話・最終話）
未希が緊急手術を受け、そらを出産させた「関東医科大学病院」の小児科医。

## スタッフ
- 脚本 - 井上由美子
- 音楽 - 沢田完、髙見優
- 演出 - 佐藤東弥、佐久間紀佳
- 主題歌 - Mr.Children「しるし」（TOY'S FACTORY）[5]
- タイトルバック - 丹下紘希（イエローブレイン）
- 演出補 - 山下学英、西岡健太郎
- 編成担当 - 日比崇裕
- 制作デスク - 西口潤
- プロデューサー - 村瀬健、浅井千瑞（MMJ）
- プロデューサー補佐 - 河野多希代、山本喜彦
- 製作協力 - MMJ
- 製作著作 - 日本テレビ

## 放送日程
| 各話                                                       | 放送日         | サブタイトル                     | 演出       | 視聴率 |
| ---------------------------------------------------------- | -------------- | -------------------------------- | ---------- | ------ |
| 第1話                                                      | 2006年10月11日 | 中学生の妊娠…ごめんね、お母さん  | 佐藤東弥   | 19.7%  |
| 第2話                                                      | 2006年10月18日 | お前なんかもう娘じゃない         | 佐久間紀佳 | 16.8%  |
| 第3話                                                      | 2006年10月25日 | さよなら…わたしの赤ちゃん        | 佐藤東弥   | 18.3%  |
| 第4話                                                      | 2006年11月01日 | 約束…私は、もう泣かない          | 佐久間紀佳 | 19.4%  |
| 第5話                                                      | 2006年11月08日 | バイバイ…初恋が死んだ日          | 佐藤東弥   | 17.3%  |
| 第6話                                                      | 2006年11月15日 | 私にも母子手帳くれますか         | 佐久間紀佳 | 16.7%  |
| 第7話                                                      | 2006年11月22日 | お金で未来は買えますか?          | 佐藤東弥   | 18.4%  |
| 第8話                                                      | 2006年11月29日 | 二つの命…どちらを選ぶ?           | 山下学美   | 17.3%  |
| 第9話                                                      | 2006年12月06日 | 出産・命をかけた24時間           | 佐藤東弥   | 16.7%  |
| 第10話                                                     | 2006年12月13日 | もう一度笑って…                  | 佐久間紀佳 | 21.1%  |
| 最終話                                                     | 2006年12月20日 | 涙の最終回スペシャル…命ってなに? | 佐藤東弥   | 22.4%  |
| 平均視聴率 18.7%（視聴率は関東地区・ビデオリサーチ社調べ） |                |                                  |            |        |

- 瞬間最高視聴率は、未希が家族とともに新しい人生を歩み始めるラストシーンで、28.7%（関東地区）を記録した。

## 関連商品
サウンドトラック
- 『14才の母 愛するために 生まれてきた o.s.t』（2006年11月29日、バップ）

書籍
- 『14才の母』ノベライズブック - 一ノ瀬未希著 発売日：2006年11月27日
- 『14才の母 〜愛するために生まれてきた〜 ザ・ビジュアルブック』 - 日本テレビ編 発売日：2006年12月14日

## ドラマで登場した物など
- 自動車・バイク
  - スポンサーはスバルだが、他社のメーカーを使用している。これはドラマ撮影途中で、スバルがスポンサーに決定したからと思われる（雑誌『CM NOW』の巻末の番組提供スポンサーリストや初回放送日の新聞の番組広告とポスターの提供スポンサーには掲載されなかった）。
  - 一ノ瀬家: ホンダ・オデッセイ（RB1/2型・アブソルート前期型・プレミアムホワイトパール）
  - 三井マコトが経営しているギターショップも、ホンダのバイクを所有している。
- ファミリーレストラン
  - 一ノ瀬加奈子の勤務先。番組の中ではサンデーサンになっている。
- 携帯電話
  - ほとんどの出演者が、NTTドコモの702iシリーズを使用している（一ノ瀬未希:N702iS、桐野智志:SH702iS、波多野卓:N702iDなど）。
- 生瀬勝久と田中美佐子の共演
  - 田中の女優復帰作であるTBS系『ブラザー☆ビート』で、生瀬演じる野口秀貴は田中演じる桜井春恵にプロポーズをして断られているが、本作では2人は志田演じる一ノ瀬未希の両親役を演じている。

## その他
- 志田は、妊婦の役作りの為、実母や親戚に歩き方や食欲の変化などを聞いたところ、「お腹が大きくなっただけで何も変わらなかった」と言われ参考にならなかった。志田はこの役作りにおいて、撮影現場への差し入れなどを過食し、一時的に自らの身体を太らせたと言われている。
- 志田は小学生の時、未希と同じく放送部に所属していた。
- 第1話、志田が楽器店で号泣するシーンを見て、河本は思わずもらい泣きをしたという。
- 「未希」の命名由来も、志田の名前とほぼ同じく「未来に希望を持って生きて欲しい」であった。最終回には、娘を抱いた未希が「未来の希望も詰まってます」と発言した。智志は未希に、「空は悲しい時ほど青く見える（勇気付けられる）」と言った事があり、このドラマでは「青い空」の描写が多く見られる。また、産まれてきた子供である「そら」の命名由来も「青い空」である。
- 未希の母親役を演じた田中美佐子の実娘も「空（そら）」という名前である。
- 志田は、本作から10年後の『はじめまして、愛しています。』（2016年、テレビ朝日）でも「10代で子供を生んだ母」を演じている[8]。
- 放送倫理・番組向上機構（BPO）には、中学生の妊娠というテーマ・内容に対し「10代の性・性に対する認識の薄さや低年齢での妊娠を美化している」などの意見が寄せられた。2006年度日本PTA全国協議会の「子供に見せたくない番組」ランキングでは2位にランクインした[9]。一方で「性に対して改めて考える、家族で話し合うきっかけになった」「未成年で妊娠することの重大さを感じる機会になった」との意見も少なからずあった。
- 放送当時、2ちゃんねる等には「2人が性交(合体)していた」など嘘の書き込みが多々見受けられた（第1話を見ていない人に対するデマと思われる）「こんなことしていいのかな」と抱き合うシーンはあったが、性交を連想させる描写は一切ない。
- 第6話の放送日であった、2006年11月15日午後8時14分頃に千島列島沖で地震が発生し、ほぼ全国で津波警報・注意報の地図と額縁に文字情報テロップが表示されたが、大きな被害は幸い無かった。北海道太平洋沿岸に津波警報が発令され、津波が観測されたため、札幌テレビにおいては番組開始まもなく津波情報の報道特別番組に切り替わり、本ドラマは番組内で4日後（11月19日）の日曜日12:35から改めて放送されることが告知され、予定通り放送された。
- 未希と智志が不良達に追いかけられて殴られた公園のロケ地は緑山スタジオ・シティであり、第1話が放送された裏番組のTBS系列では緑山スタジオが使われた『SASUKE』が放送されていた。